# Rönnö (västra)
Rönnö (västra) este o arie protejată (arie specială de conservare — SAC, sit de importanță comunitară — SCI, arie de protecție specială avifaunistică — SPA) din Suedia întinsă pe o suprafață de 303,2 ha, integral pe uscat.

## Localizare
Centrul sitului Rönnö (västra) este situat la coordonatele 56°35′40″N 13°23′45″E / 56.5945°N 13.3959°E.

## Înființare
Situl Rönnö (västra) a fost declarat sit de importanță comunitară în ianuarie 1997 pentru a proteja 6 specii de animale. Alte tipuri de protecție:
- arie de protecție specială avifaunistică (în iulie 2000)[2]
- arie specială de conservare (în martie 2011)[1][3][4]

## Biodiversitate
Situată în ecoregiunea boreală, aria protejată conține 7 habitate naturale: Păduri caducifoliate de mlaștină fino-scandinave, Lacuri și iazuri distrofice naturale, Mlaștini împădurite, Păduri acidofile de stejar bătrân cu Quercus robur pe câmpii nisipoase, Păduri de fag Luzulo-Fagetum, Taiga vestică, Mlaștini turboase de tranziție și turbării mișcătoare.
La baza desemnării sitului se află mai multe specii protejate de  păsări (6): ciocănitoare neagră (Dryocopus martius), muscar (Ficedula parva), cocor (Grus grus), viespar (Pernis apivorus), cocoșul de mesteacăn (Tetrao tetrix tetrix),  cocoș de munte (Tetrao urogallus).